# Экономика Пекина
Экономика Пекина входит в число наиболее развитых и процветающих в Китае. В 2013 году номинальный валовый внутренний продукт (ВВП) города составил 1,95 трлн юаней (314 млрд долларов США), что составляет около 3,43% от общего объема производства и занимает 13 место по этому показателю среди административных единиц провинциального уровня. ВВП на душу населения в номинальном выражении составляет 93,213 юаней (15,051 долларов США) и 21,948 международных долларов по паритету покупательной способности, что в 2,2 раза выше среднего по стране и занимает 2 место по этому показателю среди административных единиц провинциального уровня. Пекин - город с постиндустриальной экономикой, в которой преобладает третичный сектор (услуги), образующий 76,9% от объёма производства, за ним следуют вторичный сектор (производство, строительство) - 22,2% и первичный сектор (сельское хозяйство, добыча полезных ископаемых) - 0,8%. Ежегодный темп прироста экономики, которая выросла в три раза с 2004 по 2012 год, в 2013 году составил 7,7%. Благодаря концентрации ряда государственных предприятий, в 2013 году в Пекине было расположено наибольшее количество штаб-квартир компаний, входящих в рейтинг Fortune Global 500, чем в любом другом городе мира. Город также занимает четвёртое место по количеству жителей-миллиардеров после Москвы, Нью-Йорка и Гонконга. В 2012 году компания PricewaterhouseCoopers оценила общее экономическое влияние Пекина как № 1 в Китае.
В Пекине расположено 52 компании, входящих в рейтинг Fortune Global 500, а также более 100 крупнейших компаний Китая.
Финансы - одна из наиболее важных отраслей экономики в Пекине. К концу 2007 года в Пекине существовала 751 финансовая организация, совокупный доход которых составил 128,6 млрд юаней, что составляло 11,6 % от общего объёма доходов финансового сектора всей страны. Это также составило 13,8 % ВВП Пекина, что является самым высоким процентом среди городов Китая. В рейтинге Global Financial Centres Index 2017 года, Пекин занял 16 место в мире среди наиболее конкурентоспособных финансовых центров и 6 место в Азии (после Сингапура, Гонконга, Токио, Шанхая и Осаки).
В 2010 году номинальный ВВП Пекина достиг 1,37 трлн юаней. ВВП на душу населения составил 78,194 юаней. В 2009 году номинальный ВВП Пекина составлял 1,19 трлн юаней (174 млрд долларов США), рост составил 10,1 % по сравнению с прошлым годом. ВВП на душу населения составлял 68,788 юаней (10,070 долларов США), увеличившись на 6,2 % по сравнению с 2008 годом. В 2009 году первичный, вторичный и третичный сектора экономики Пекина стоили 11,83 млрд юаней, 274,31 млрд юаней и 900,45 млрд юаней, соответственно. Располагаемый доход на душу населения в городе составил  26,738 юаней, увеличившись на 8,1 % по сравнению с прошлым годом. Чистый доход на душу населения в сельской местности составил 11,986 юаней, увеличившись на 11,5 %. В 2005 году коэффициент Энгеля для городских жителей достиг 31,8 % и 38,8 % для сельских жителей, снизившись по сравнению с 2000 годом на 4,5 % и 3,9 %, соответственно.
Сектор недвижимости и автомобильный сектор Пекина по-прежнему находятся в состоянии подъёма. В 2005 году было продано 28,032,000 кв.м. жилой недвижимости, на общую сумму в 175,88 млрд юаней. В 2004 году общее количество автомобилей, зарегистрированных в Пекине, составило 2,146,000, из которых 1,540,000 принадлежали частным лицам (ежегодный прирост в 18,7 %).
Центральный деловой район Пекина, сосредоточенный в районе Гомао, служит местом расположения различных корпоративных региональных штаб-квартир, торговых кварталов и элитного жилья. Финансовая улица Пекина, расположенная в районах Фусинмэнь и Фучэнмэнь, является традиционным финансовым центром. Районы Ванфуцзин и Сидань - главные торговые районы. Чжунгуаньцунь, получивший название "Китайская кремниевая долина", продолжает быть главным центром для электронной и компьютерной индустрии, а также для фармацевтических исследований. Одновременно, Ичжуан, расположенный к юго-востоку от города, становится новым центром для фармацевтических исследований, информационных технологий и материаловедения. Район Шицзиншань, расположенный в западных окрестностях города, является одним из основных промышленных районов. Специально созданные промышленные парки включают Научный парк Чжунгуаньцунь, зону экономического развития Юнлэ, пекинскую экономико-технологическую зону развития, промышленную зону Тяньчжу в зоне аэропорта.
Сельским хозяйством занимаются за пределами города. Основными сельскохозяйственными культурами являются пшеница и кукуруза. Овощи выращивают ближе к городской зоне, с целью обеспечения поставок в город.
Пекин всё более известен инновационными предприятиями и быстроразвивающимися стартапами. Эта тенденция поддерживается сообществом как китайских, так и зарубежных венчурных компаний, таких как Sequoia Capital, чей головной офис в Китае расположен в пекинском районе Чаоян. Хоть Шанхай и считается экономическим центром Китая, он считается таковым из-за многочисленного количества расположенных там больших корпораций, а не из-за того что он является центром предпринимательской деятельности.
Также в Пекине представлены менее законные предприятия. Пекин известен как центр контрафактной продукции; на рынках этого города можно найти всё - от последней дизайнерской одежды до DVD-дисков, часто предлагаемых иностранцам.
Пекин продолжает развиваться быстрыми темпами, но такое развитие вызвало ряд проблем для города. Пекин известен своим смогом, а также частыми «энергосберегающими» программами, введёнными правительством. Для уменьшения загрязнения воздуха, ряду крупных отраслей было предписано сократить выбросы или покинуть город. Beijing Capital Steel, когда-то один из крупнейших работодателей города и один из самых крупных загрязнителей, переместил большую часть своих предприятий в Таншань в соседней провинции Хэбэй.